# Szewczenkowe (rejon halicki)
Szewczenkowe (ukr. Шевченкове, pol. hist. Święty Stanisław) – wieś na Ukrainie, w  obwodzie iwanofrankiwskim, w rejonie halickim nad Łomnicą przy ujściu do Dniestru. 
W II Rzeczypospolitej wieś w powiecie stanisławowskim województwa stanisławowskiego.
W 1942 Ukraińska Policja Pomocnicza aresztowała pod zarzutem ukrywania Żydów tutejszego proboszcza o. Remigiusza Wójcika, franciszkanina, który po przesłuchaniu i torturach w więzieniu Gestapo w Stanisławowie, został tam rozstrzelany wraz z innymi franciszkanami, o. Peregrynem Haczelą i br. Stefanem Kosiorkiem. W marcu 1944 nacjonaliści ukraińscy z OUN-UPA zamordowali we wsi 4 nastoletnich polskich chłopców.

## Zabytki
- cerkiew św. Pantalejmona z 1212–1219 roku[3]. Cerkiew w XVI wieku została porzucona, w związku z czym od 1596 roku kościół katolicki św. Stanisława[4], przy którym wzniesiono klasztor oo. franciszkanów z fundacji arcybiskupa lwowskiego Jana Dymitra Solikowskiego. Osada wyrosła przy klasztorze nazywana była Święty Stanisław. Świątynia ponownie przebudowana na początku XXI wieku poprzez dodanie kopuły. Najcenniejszym zabytkiem cerkwi jest romański portal. Zdaniem niektórych badaczy od początku cerkiew była trójnawową bazyliką, zdaniem innych, zwłaszcza ukraińskich, miała typową kopułę. Jest to jeden z przykładów działalności w tym rejonie romańskich warsztatów murarskich i kamieniarskich pochodzących z Węgier (przypuszczalnie z Ostrzyhomia)[3].